# Stazione di La Celsa
La stazione di La Celsa è una fermata ferroviaria della Ferrovia Roma-Civita Castellana-Viterbo. Si trova nel tratto urbano di Roma, sulla via Flaminia.
La stazione si trova nel Municipio XV tra le zone Labaro e Prima Porta, appena fuori dal Grande Raccordo Anulare.
Dal 1º luglio 2022 è gestita da ASTRAL.

## Storia
La stazione venne costruita come punto di diramazione per una nuova linea diretta al Cimitero Flaminio, che tuttavia non entrò mai in servizio. La stazione venne attivata nel 1950.
Prende il nome dal mausoleo La Celsa presente nei dintorni.
Fu ricostruita nel 2001, ed è stato creato un ampio parcheggio al suo fianco, usando lo spazio sotto il "Viadotto del Giubileo del 2000".

## Movimento
La stazione è servita dai collegamenti ferroviari svolti da Cotral nell'ambito del contratto di servizio con la regione Lazio.
È una fermata a richiesta.

## Interscambi
- Fermata autobus